# Fortunatus Nwachukwu
Fortunatus Nwachukwu (Ntigha (Abia), 10 mei 1960) is een Nigeriaans geestelijke en een diplomaat van het Vaticaan.

## Priester
Na zijn roeping tot het priesterschap ging hij theologie en canoniek recht studeren aan het seminarie. Op 17 juni 1984 werd hij priester gewijd in het bisdom Umuahia. In 1990 werd hij priester in het bisdom Aba. Vervolgens werd hij opgeroepen voor de Pauselijke Ecclesiastische Academie in Rome waar hij een opleiding tot diplomaat kreeg.
Op 1 juli 1994 kwam hij officieel in diplomatieke dienst van de Heilige Stoel en vervulde taken in Ghana en Paraguay. Hierna ging hij werken voor de tweede afdeling van het Staatssecretariaat van de Heilige Stoel. Op 4 september 2007 werd hij benoemd tot chef protocol binnen het staatssecretariaat.

## Nuntius
Op 12 november 2012 werd Nwachukwu benoemd tot apostolisch nuntius voor Nicaragua en tot titulair aartsbisschop van Aquaviva; zijn bisschopswijding vond plaats op 6 januari 2013. José Bettencourt volgde hem op als chef protocol.
Op 4 november 2017 werd Nwachukwu benoemd tot apostolisch nuntius voor Antigua en Barbuda, Dominica, Jamaica, Guyana, Saint Kitts en Nevis, Saint Vincent en de Grenadines en Trinidad en Tobago, en tot apostolisch gedelegeerde voor de Amerikaanse Maagdeneilanden, Anguilla, Aruba, de Britse Maagdeneilanden, Caribisch Nederland,  Curaçao, Guadeloupe, de Kaaimaneilanden, Martinique, Montserrat, Saint-Barthélemy, Sint-Maarten, Sint Maarten en de Turks- en Caicoseilanden. Op 27 februari 2018 werd hij tevens benoemd als apostolisch nuntius voor de Bahama's, Grenada en Saint Lucia, op 9 maart 2018 tevens voor Suriname en op 8 september 2018 tevens voor Belize.
Nwachukwu werd op 17 december 2021 benoemd als permanent observator bij de Verenigde Naties, de WTO en de IOM.
Nwachukwu spreekt naast Engels ook Arabisch, Italiaans, Duits, Frans en Spaans.
- Gemeinsame Normdatei: 1242942181
- International Standard Name Identifier: 0000 0000 6217 9289
- Nederlandse Thesaurus van Auteursnamen: 152986200
- Virtual International Authority File: 89629338
- WorldCat: E39PBJwmYBJYRTWTkcXkfYxhpP